# Michael T. Flynn
Michael Thomas Flynn (Middletown, Rhode Island; 24 de diciembre de 1958) es un teniente general retirado del Ejército de los Estados Unidos que fue el décimo octavo director de la Agencia de Inteligencia de la Defensa y el consejero de Seguridad Nacional del presidente Donald Trump. Flynn fue el 25.º Consejero de Seguridad Nacional del 20 de enero de 2017 al 13 de febrero de 2017, cuando renunció a instancias del presidente después de engañar a funcionarios clave sobre la naturaleza de sus comunicaciones con diplomáticos rusos. El periodo de Flynn de sólo 24 días como consejero de Seguridad Nacional es el más corto en la historia de la oficina.
La carrera militar de Flynn fue principalmente operacional, con numerosas armas de combate y operaciones convencionales y especiales de inteligencia de alto rango. Es coautor de un informe en enero de 2010 a través del Centro para una Nueva Seguridad Estadounidense titulado Fixing Intel: A Blueprint for Making Intelligence Relevant in Afghanistan. Además, Flynn sirvió como comandante del Comando Conjunto de Componentes Funcionales de Inteligencia, Vigilancia y Reconocimiento, presidente de la Junta de Inteligencia Militar, Subdirector de Inteligencia Nacional, y el oficial de inteligencia superior del Mando Conjunto de Operaciones Especiales. Se retiró con 33 años de servicio en el ejército, un año antes de se tuviera previsto que abandonara su puesto.
El 18 de noviembre de 2016, el presidente electo de los Estados Unidos Donald Trump anunció que Flynn serviría como consejero de Seguridad Nacional en su próxima administración. Como miembro de la Oficina Ejecutiva del Presidente, Flynn no requirió confirmación por parte del Senado de los Estados Unidos.
Incluso antes de su nombramiento como consejero de Seguridad Nacional, Flynn ya había sido criticado por lo que fuentes, incluyendo The Washington Post y Associated Press, habían descrito como estrechas relaciones con Rusia, y por su promoción y popularización de teorías de conspiración y noticias falsas en contra de Hillary Clinton durante las elecciones presidenciales de 2016. El 22 de enero de 2017, The Wall Street Journal informó que Flynn estaba siendo investigado por agentes de contrainteligencia estadounidenses por sus comunicaciones con funcionarios rusos.

## Primeros años
Flynn nació en diciembre de 1958 en Middletown, Rhode Island, hijo de Charles Francis Flynn, un banquero, y Helen Frances Andrews, que trabajaba en bienes raíces.
Michael Flynn se graduó de la Universidad de Rhode Island con una licenciatura en ciencias de la gestión en 1981 y fue graduado militar distinguido del Cuerpo de Entrenamiento de Oficiales de la Reserva. También obtuvo una Maestría en Administración de Negocios en Telecomunicaciones de la Universidad Golden Gate, una Maestría en Arte y Ciencia Militar de la Escuela de Comando y Estado Mayor del Ejército de los Estados Unidos y una Maestría en Seguridad Nacional y Estudios Estratégicos del Colegio Naval de Guerra.
Flynn es graduado del Curso Básico del Oficial de Inteligencia Militar, del Curso Avanzado de Inteligencia Militar, del Comando del Ejército y de la Escuela Superior General, de la Escuela de Estudios Militares Avanzados y del Colegio Naval de Guerra.

## Carrera militar

### Ejército de los Estados Unidos

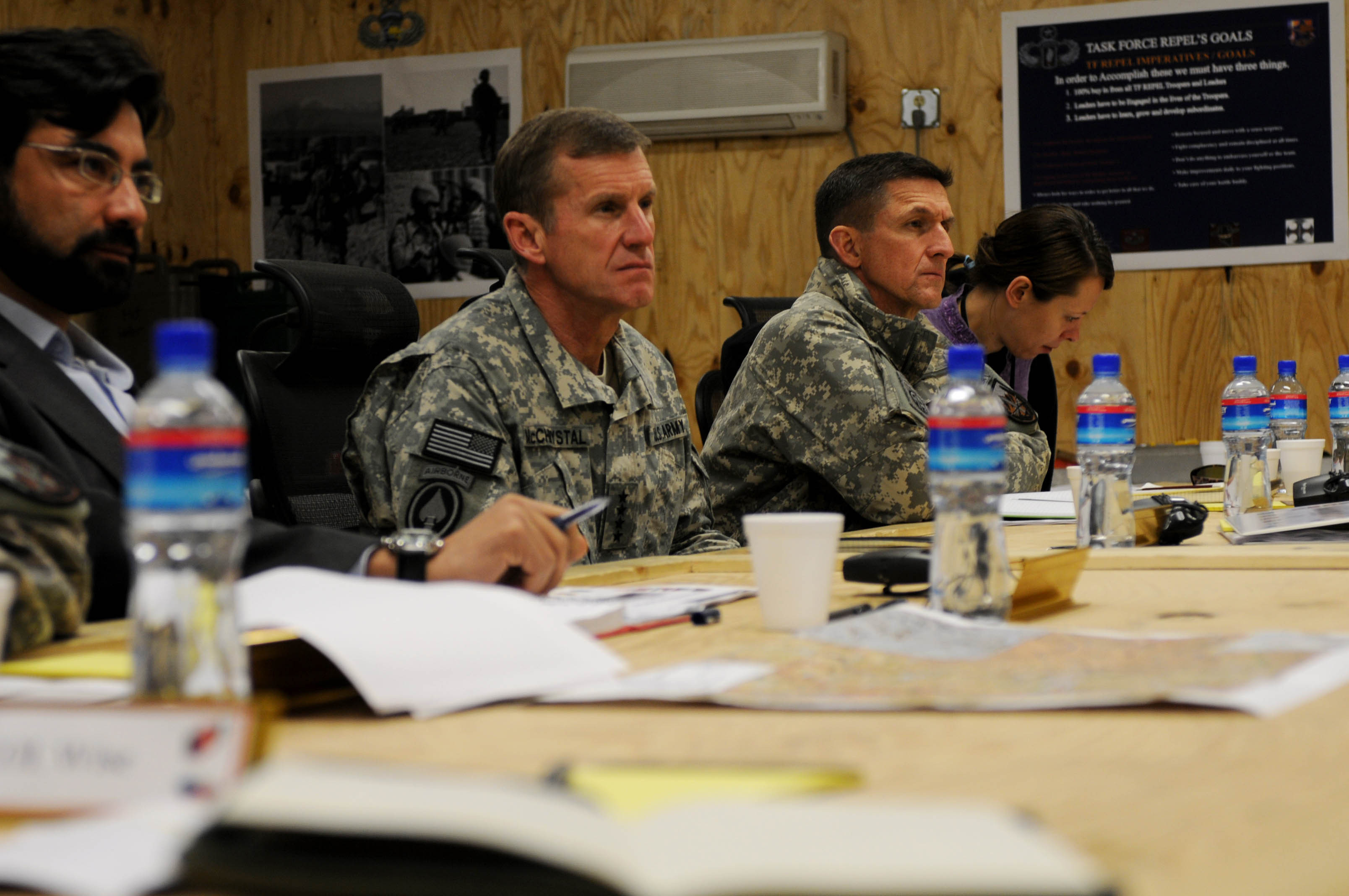
El general Stanley McChrystal y Flynn en Afganistán en 2010.

Flynn fue comisionado en el Ejército de los Estados Unidos como teniente segundo en inteligencia militar en 1981. Sus asignaciones militares incluyeron múltiples viajes en Fort Bragg, Carolina del Norte, con la 82.ª División Aerotransportada, el XVIII Cuerpo Aerotransportado y el Comando Conjunto de Operaciones Especiales, donde se desplegó para la invasión de Granada en Granada y la Operación Uphold Democracy en Haití. También sirvió con la 25.ª división de la infantería en los cuarteles de Schofield Barracks, Hawái, y en el centro de entrenamiento de preparación en Fort Polk, Luisiana, y el centro de inteligencia del ejército en Fuerte Huachuca, Arizona.
Flynn sirvió como jefe adjunto de Personal del XVIII Cuerpo Aerotransportado en Fort Bragg, Carolina del Norte, a partir de junio de 2001 y como director de Inteligencia de la Fuerza de Tarea Conjunta 180 en Afganistán hasta julio de 2002. Comandó la 111.ª Brigada de Inteligencia Militar a partir de junio de 2002 a junio de 2004, y fue el director de inteligencia del Mando Conjunto de Operaciones Especiales de julio de 2004 a junio de 2007, con servicio en Afganistán (Operación Enduring Freedom) e Irak (Operación Iraqi Freedom). Fue director de Inteligencia del Mando Central de los Estados Unidos de junio de 2007 a julio de 2008, como director de Inteligencia de Personal Conjunto de julio de 2008 a junio de 2009 y luego director de Inteligencia de la Fuerza Internacional de Asistencia para la Seguridad en Afganistán desde junio de 2009 hasta octubre de 2010.

#### Director de la Agencia de Inteligencia de la Defensa

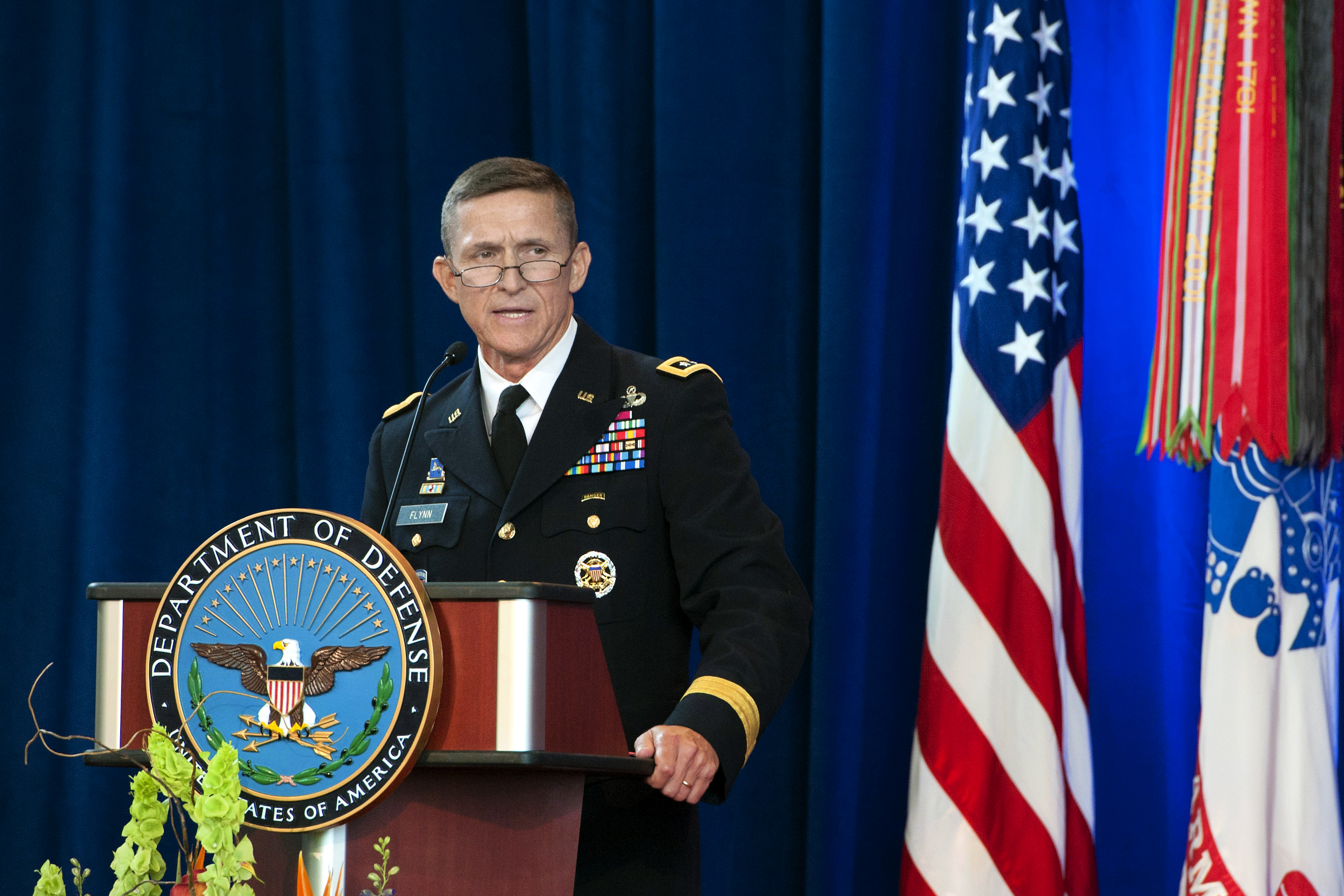
Flynn habla durante el cambio de director de la Agencia de Inteligencia de la Defensa en la Base Conjunta Anacostia-Bolling en Washington, D. C.

En septiembre de 2011, Flynn fue ascendido a teniente general y asignado a la oficina del director de Inteligencia Nacional. El 17 de abril de 2012, el presidente Barack Obama nombró a Flynn para ser el décimo octavo director de la Agencia de Inteligencia de la Defensa. Flynn tomó el mando de la AIF en julio de 2012. En octubre de 2012, Flynn anunció planes para lanzar su documento VISION2020: Accelerating Change Through Integration, una amplia mirada a cómo la Agencia de Inteligencia de la Defensa debe transformarse para cumplir con los desafíos de seguridad nacional para el siglo XXI. Se trataba de enfatizar «la integración, el trabajo en equipo interinstitucional y la innovación de toda la fuerza de trabajo, no sólo la tecnología sino la gente».

#### Retiro
El 30 de abril de 2014, Flynn anunció su retiro efectivo más tarde en 2014, aproximadamente un año antes de lo que había sido programado para dejar su cargo. Según los informes, fue efectivamente expulsado de la AID después de enfrentarse con sus superiores sobre su supuestamente caótico estilo de gestión y visión para la agencia. En un correo electrónico privado que se filtró en línea, Colin Powell dijo que había escuchado en la AID (aparentemente del más tarde director Vincent R. Stewart) que Flynn fue despedido porque era «abusivo con el personal, no escuchaba, trabajaba contra la política, mala gestión, etc.». Según el The New York Times, Flynn exhibió una relación floja con los hechos, llevando a sus subordinados a referirse a repetidas afirmaciones dudosas de Flynn como «hechos Flynn».
Según lo que Flynn había dicho en una última entrevista como director de la AID, se sentía como una voz solitaria al pensar que Estados Unidos estaba menos a salvo de la amenaza del terrorismo islámico en 2014 que antes de los atentados del 11 de septiembre de 2001; él continuó creyendo que él fue presionado a retirarse por poner en duda la narrativa pública de la administración Obama de que Al Qaeda estaba cerca de la derrota. El periodista Seymour Hersh escribió que «Flynn confirmó [a Hersh] que su agencia había enviado una corriente constante de advertencias clasificadas ... sobre las terribles consecuencias de derrocar [al presidente sirio] Ásad». Flynn contó que su agencia estaba produciendo informes de inteligencia que indicaban que los islamistas radicales eran la fuerza principal en la insurgencia siria y «que Turquía estaba mirando hacia el otro lado cuando se trataba del crecimiento del Estado Islámico dentro de Siria». Según Flynn, estos informes «recibieron un enorme retroceso de parte de la administración Obama», que consideraba «no quería oír la verdad». Según el exfuncionario de la AID, W. Patrick Lang: «Flynn incurrió en la ira de la Casa Blanca insistiendo en decir la verdad sobre Siria ... lo echaron hacia fuera. No se iba a callar». En una entrevista con Al Jazeera, Flynn criticó al gobierno de Obama por su retraso en apoyar a la oposición en Siria, permitiendo así el crecimiento de Al Nusra y otras fuerzas extremistas: «Cuando no entras y ayudas a alguien, van a encontrar otros medios para lograr sus objetivos» y que «deberíamos haber hecho más antes en este esfuerzo, usted sabe, que lo que nosotros hicimos».
Flynn se retiró del Ejército de los Estados Unidos con 33 años de servicio el 7 de agosto de 2014.

## Posretiro

### Empresa de consultoría
Flynn, junto con su hijo Michael G. Flynn, dirige Flynn Intel Group, que proporciona servicios de inteligencia para empresas y gobiernos. Varias fuentes, incluyendo Politico, han escrito que la compañía consultora de Flynn presuntamente está haciendo cabildeo por Turquía. Una compañía ligada al gobierno de Recep Tayyip Erdoğan, que apoya a los Hermanos Musulmanes, es conocida por haber contratado a la firma de cabildeo de Flynn. En el día de las elecciones de 2016, Flynn escribió un op-ed llamando a Estados Unidos a respaldar al gobierno de Erdoğan y criticó al oponente del régimen, Fethullah Gülen; Flynn no reveló que la firma de consultoría de Flynn había recibido fondos de una compañía con vínculos con el gobierno de Erdoğan. En julio de 2016, Flynn dijo que el intento de golpe contra Erdoğan era algo «digno de aplauso», pero dos meses más tarde, cuando una compañía ligada al gobierno de Erdoğan contrató a la firma de Flynn, Flynn elogió a Erdoğan como un aliado crítico de Estados Unidos.
Flynn se sentó en reuniones secretas de seguridad nacional con el entonces candidato Trump, al mismo tiempo que Flynn trabajaba para clientes extranjeros, lo que plantea preocupaciones éticas y conflictos de intereses.

### Asistencia a la cena de gala de RT

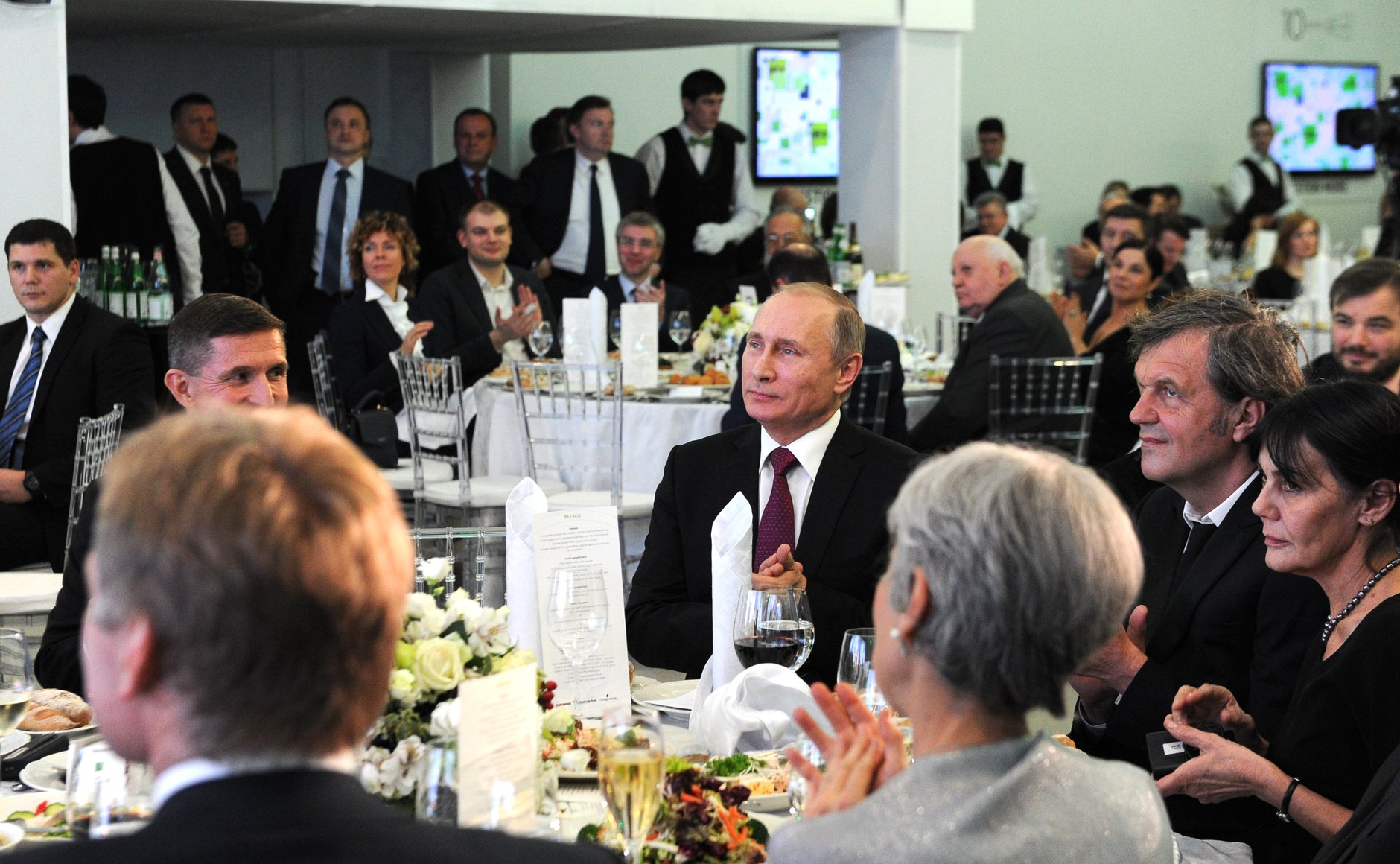
Cena de gala de RT en Moscú en 2015. Jill Stein se encuentra sentada enfrente de Vladímir Putin. Flynn se sienta al lado de Putin.

El 10 de diciembre de 2015, Flynn asistió a una cena de gala en Moscú en honor a RT (anteriormente «Russia Today»), un medio de comunicación en inglés de propiedad del gobierno ruso, en el que hizo apariciones semirregulares como analista después de su retiro del servicio del gobierno estadounidense. Antes de la gala, Flynn dio una charla pagada sobre asuntos mundiales. Flynn defendió el pago ruso en una entrevista con Michael Isikoff. El periodista Michael Crowley de Politico informó que «en un momento de semihostilidad entre Estados Unidos y Rusia, la presencia de una figura tan importante en la mesa de Putin sorprendió» a los funcionarios estadounidenses, en referencia a la asistencia del presidente Vladímir Putin a la cena como invitado de honor.
El 1 de febrero de 2017, los miembros demócratas de seis comités de la Cámara enviaron una carta al Secretario de Defensa James Mattis, solicitando una investigación del Departamento de Defensa sobre la conexión de Flynn con RT. Los legisladores expresaron su preocupación de que Flynn haya violado la Cláusula de Emolumentos Extranjeros de la Constitución al aceptar dinero de RT.

### Elecciones presidenciales de Estados Unidos de 2016

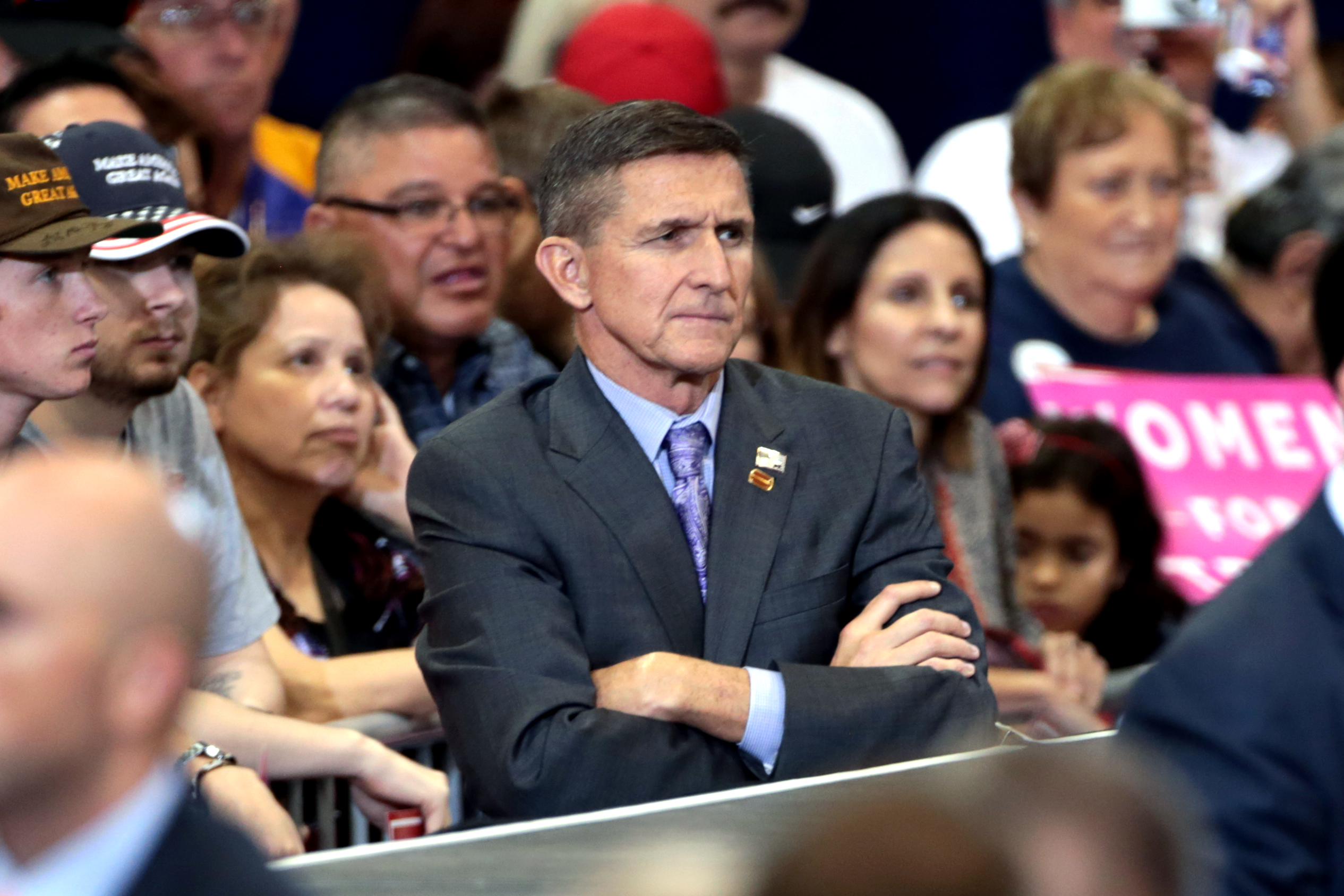
Flynn durante la campaña electoral del entonces candidato presidencial republicano Donald Trump en octubre de 2016.

Habiendo sido consultado en materia de seguridad nacional por Carly Fiorina, así como por otros candidatos, entre ellos Scott Walker, Ben Carson, Ted Cruz y Donald Trump, Flynn fue solicitado en febrero de 2016 para que actuara como asesor de la campaña de Trump. En julio de 2016, se informó que estaba siendo considerado como el compañero de fórmula de Trump; Flynn más tarde confirmó que había presentado los documentos pertinentes a la selección de la candidatura republicana a la vicepresidencia a la campaña y estaba dispuesto a aceptarla si era elegido. En cambio, Trump eligió al gobernador de Indiana, Mike Pence.
Como uno de los principales oradores durante la primera noche de la Convención Nacional Republicana de 2016, Flynn dio lo que el Los Angeles Times describió como un discurso «ardiente», en el que declaró: «We are tired of Obama's empty speeches and his misguided rhetoric. This has caused the world to have no respect for America's word, nor does it fear our might.» («Estamos cansados de los discursos vacíos de Obama y su retórica equivocada. Esto ha causado que el mundo no respete la palabra de Estados Unidos, ni tema nuestro poder.»); también acusó a Obama de elegir ocultar las acciones de Osama bin Laden y el Estado Islámico. Flynn continuó criticando a la corrección política y se unió a la multitud en un canto de «U-S-A! U-S-A!». Durante los cantos dijo a los que estaban en la audiencia: «Get fired up! This is about our country.» («¡Enciéndanse! Esto es sobre nuestro país.»). Durante el discurso, Flynn lanzó un ataque contra la candidata demócrata Hillary Clinton. Dirigió a la multitud en cánticos de «Lock her up!» («¡Enciérrenla!»); durante uno de esos cantos, alentó a la multitud a mantenerlo, diciendo: «Damn right! Exactly right! There is nothing wrong with that!» («¡Maldita sea! ¡Exactamente! ¡No hay nada malo en eso!»). Llamó a Clinton a retirarse de la carrera, diciendo «If I did a tenth of what she did, I'd be in jail today» («Si yo hubiera hecho una décima parte de lo que hizo, estaría en la cárcel hoy.»). Repitió en entrevistas subsecuentes que ella debe ser «encerrada». Mientras hacía campaña por Trump, Flynn también se refirió a Clinton como el «campamento enemigo». Seis días después del discurso, Flynn provocó una controversia por retwitear comentarios antisemitas, de lo que más tarde se disculpó y alegó no fue intencional. Durante la campaña electoral, Flynn usó Twitter para publicar enlaces a historias negativas sobre Clinton, incluyendo noticias que se demostraron eran falsas.
Flynn alguna vez se opuso al waterboarding y otras técnicas de interrogación extremas que ahora han sido prohibidas; sin embargo, de acuerdo con un artículo del The Washington Post de agosto de 2016, dijo en un momento, en el contexto de la aparente apertura de Trump a restablecer tales técnicas, que «sería reacio a tener opciones fuera de la mesa». En mayo de 2016, un reportero de Al Jazeera le preguntó a Flynn si apoyaría el plan declarado de Trump de «acabar a las familias» de sospechosos de terrorismo. En respuesta, Flynn declaró: «Tendría que ver las circunstancias de esa situación». En una entrevista con Al Jazeera, Flynn criticó la dependencia estadounidense en drones como una «estrategia fallida», afirmando que «lo que tenemos es esta continua inversión en el conflicto: cuanto más armas damos, más bombas arrojamos, eso sólo ... alimenta el conflicto».

## Consejero de Seguridad Nacional
El 18 de noviembre de 2016, Flynn aceptó el ofrecimiento del presidente electo Donald Trump del cargo de consejero de Seguridad Nacional.
En diciembre de 2016, después de la elección de Donald Trump, Flynn se reunió con Heinz-Christian Strache, líder del partido de extrema derecha Partido de la Libertad de Austria, en Trump Tower en Nueva York. La reunión llamó la atención porque el Partido de la Libertad fue fundado por exnazis en los años 1950 y porque Strache había firmado recientemente un acuerdo de cooperación con el partido de gobierno de Vladímir Putin, Rusia Unida. La campaña de Trump no quiso hacer comentarios sobre la reunión.
El 29 de diciembre de 2016, Flynn habló con el embajador ruso en los Estados Unidos Serguéi Kislyak, el mismo día que el gobierno de Obama anunció medidas de represalia en respuesta a la supuesta interferencia en las elecciones presidenciales de Estados Unidos de 2016 por parte del gobierno ruso. La conversación telefónica fue vista por los asesores de Obama que habían sido informados sobre su contenido por el FBI con la sospecha de posiblemente un acuerdo secreto entre el equipo entrante y Moscú, que podría haber violado la inactiva Ley Logan que prohíbe a los ciudadanos estadounidenses no autorizados negociar con potencias extranjeras en disputas con Estados Unidos. El 13 de enero de 2017, al día siguiente de que la historia fuera publicada por David Ignatius, el nuevo secretario de prensa de Trump, Sean Spicer, dijo que la conversación había ocurrido el 28 de diciembre y no pudo haber tocado las medidas de represalia o la respuesta de Rusia; Spicer más tarde tuvo que corregirse en la fecha de la conversación.
El 22 de enero de 2017, The Wall Street Journal informó que Flynn estaba siendo investigado por agentes de contrainteligencia estadounidenses por sus comunicaciones con funcionarios rusos. El 8 de febrero de 2017, Flynn negó categóricamente haber hablado con Kislyak en diciembre de 2016 sobre las sanciones impuestas a Rusia por la administración Obama; sin embargo, al día siguiente, funcionarios de inteligencia de los Estados Unidos compartieron una cuenta indicando que de hecho esas discusiones tuvieron lugar. Después de esta revelación, el portavoz de Flynn divulgó una declaración de que Flynn «indicó que mientras que él no tenía ningún recuerdo de discutir las sanciones, él no podría estar seguro de que el tema nunca apareció».
Además de la investigación del FBI, The New York Times informó que, según dos funcionarios de defensa, el Ejército está investigando por separado si Flynn «recibió dinero del gobierno ruso durante un viaje que llevó a cabo a Moscú en 2015». Según los funcionarios, no había ningún expediente de que Flynn «haya archivado el papeleo requerido para el viaje».
El 13 de febrero de 2017, Flynn dimitió como consejero de Seguridad Nacional, después de informar sobre sus comunicaciones con funcionarios rusos. The Washington Post informó que la fiscal general interina Sally Yates había advertido a la Casa Blanca de Trump a finales de enero que Flynn no había sido veraz acerca de sus contactos con Rusia relacionados con las sanciones y que era vulnerable al chantaje de la inteligencia rusa. La permanencia de 24 días de Flynn como Consejero de Seguridad Nacional fue la más corta en los 63 años de historia de la oficina.
Al comentar sobre la renuncia de Flynn, el 14 de febrero, el secretario de Prensa de la Casa Blanca, Sean Spicer, declaró: «Llegamos a un punto en que no se basaba en una cuestión legal, sino en una cuestión de confianza, donde el nivel de confianza entre el presidente y el general Flynn se había erosionado hasta el punto en el que sentía que tenía que hacer un cambio ... La cuestión aquí era que el presidente llegó al punto en que la relación del general Flynn – engañar al vicepresidente y otros, o la posibilidad de que se había olvidado de los detalles críticos de esta importante conversación, había creado una masa crítica y una situación insostenible. Por eso el presidente decidió pedir su renuncia, y la consiguió».

## Indulto presidencial
El presidente Trump le concedió el indulto presidencial un día antes del Día de Acción de Gracias, el 25 de noviembre de 2020. 
It is my Great Honor to announce that General Michael T. Flynn has been granted a Full Pardon. Congratulations to @GenFlynn and his wonderful family, I know you will now have a truly fantastic Thanksgiving!— Donald J. Trump (@realDonaldTrump) November 25, 2020

## Puntos de vista políticos
Flynn es un demócrata registrado, habiendo crecido en una «familia democrática muy fuerte». Sin embargo, fue un orador principal durante la primera noche de la Convención Nacional Republicana de 2016.
Durante una entrevista realizada el 10 de julio de 2016 en This Week de ABC News, cuando Martha Raddatz le preguntó sobre el tema del aborto, Flynn afirmó que «las mujeres deben poder elegir». Al día siguiente, Flynn dijo en Fox News que es un «demócrata provida».
Flynn ha sido miembro del consejo de ACT! for America, y ve a la fe musulmana como una de las raíces del terrorismo islamista. Ha descrito al islam como una ideología política y un cáncer. Afirmó en una publicación de Twitter que «el temor a los musulmanes es RACIONAL» e incluyó un enlace de video afirmando que el islam quiere «el 80 % de las personas esclavizadas o exterminadas». Al principio, apoyando la propuesta de Trump de prohibir a los musulmanes entrar en los Estados Unidos, Flynn dijo más tarde a Al Jazeera que una prohibición general era inviable y que en vez de eso había pedido «investigar» a personas de países como Siria. Flynn ha declarado que los Estados Unidos «debe extraditar a Fethullah Gülen» a Turquía y «trabajar constructivamente con Rusia» en Siria. En 2016, dijo que personalmente había visto fotos de carteles en la zona de la frontera suroeste que estaban en idioma árabe para ayudar a los musulmanes a entrar ilegalmente en los Estados Unidos. Un oficial del Consejo Nacional de Patrulla Fronteriza respondió que nunca había visto ningún cartel que delineara rutas de contrabando, y mucho menos en árabe.

## Libros
Flynn es el autor de The Field of Fight: How We Can Win the Global War Against Radical Islam and Its Allies, coescrito con Michael Ledeen, que fue publicado por St. Martin's Press en 2016. Al revisar el libro, Will McCants de la Institución Brookings describió la cosmovisión de Flynn como una combinación confusa de neoconservadurismo (una insistencia en destruir lo que él ve como una alianza de tiranía, dictaduras y regímenes islamistas radicales) y realismo (apoyo para trabajar con «tiranos amistosos»), aunque reconoció que esto podría deberse a que el libro tiene dos autores.